# Xyrichtys koteamea
Xyrichtys koteamea es una especie de peces de la familia Labridae en el orden de los Perciformes.

## Morfología
- Los machos pueden llegar alcanzar los 20,6 cm de longitud total.[1]

## Distribución geográfica
Se encuentra en la Isla de Pascua.